# Bolivaia divisa
Bolivaia divisa är en insektsart som beskrevs av Delong 1982. Bolivaia divisa ingår i släktet Bolivaia och familjen dvärgstritar. Inga underarter finns listade i Catalogue of Life.